# مقاطعة المعاريف
المعاريف هي أحد مقاطعات عمالة الدار البيضاء غرب المملكة المغربية. تضم مقاطعة المعاريف أحياء مهمة للدار البيضاء وتأوي مقاطعة المعاريف 180.394 نسمة (حسب الإحصاء الرسمي 2004).

## أحياء جماعة المعاريف الحضرية
| اسم الحي بالعربية | اسم الحي بالفرنسية           | اسم المقاطعة |
| ----------------- | ---------------------------- | ------------ |
| حي درب غلف        | Quartier Darb Ghalef         | مقاطعة 10    |
| حي المعاريف       | Quartier Maarif              | مقاطعة 9     |
| حي النخيل         | Quartier les Palmiers        | مقاطعة 10    |
| حي مقطع ولد عائشة | Quartier Maqtaa Oueld Aaicha | مقاطعة أنوال |
| حي سيتي بلاطو     | Quartier City Platou         | مقاطعة 11    |
| حي 2 مارس         | Quartier 2 Mars              | مقاطعة 12    |
| حي فال فلوري      | Quartier val fleurie         | مقاطعة 11    |
| حي المستشفيات     | Quartier des Hopitaux        | مقاطعة أنوال |
| حي فرونزبيل       | Quartier France-Ville        | مقاطعة أنوال |
| حي كريان فران جير | Quartier Kareyan Faran Jier  | مقاطعة أنوال |